# Franziska Wanninger

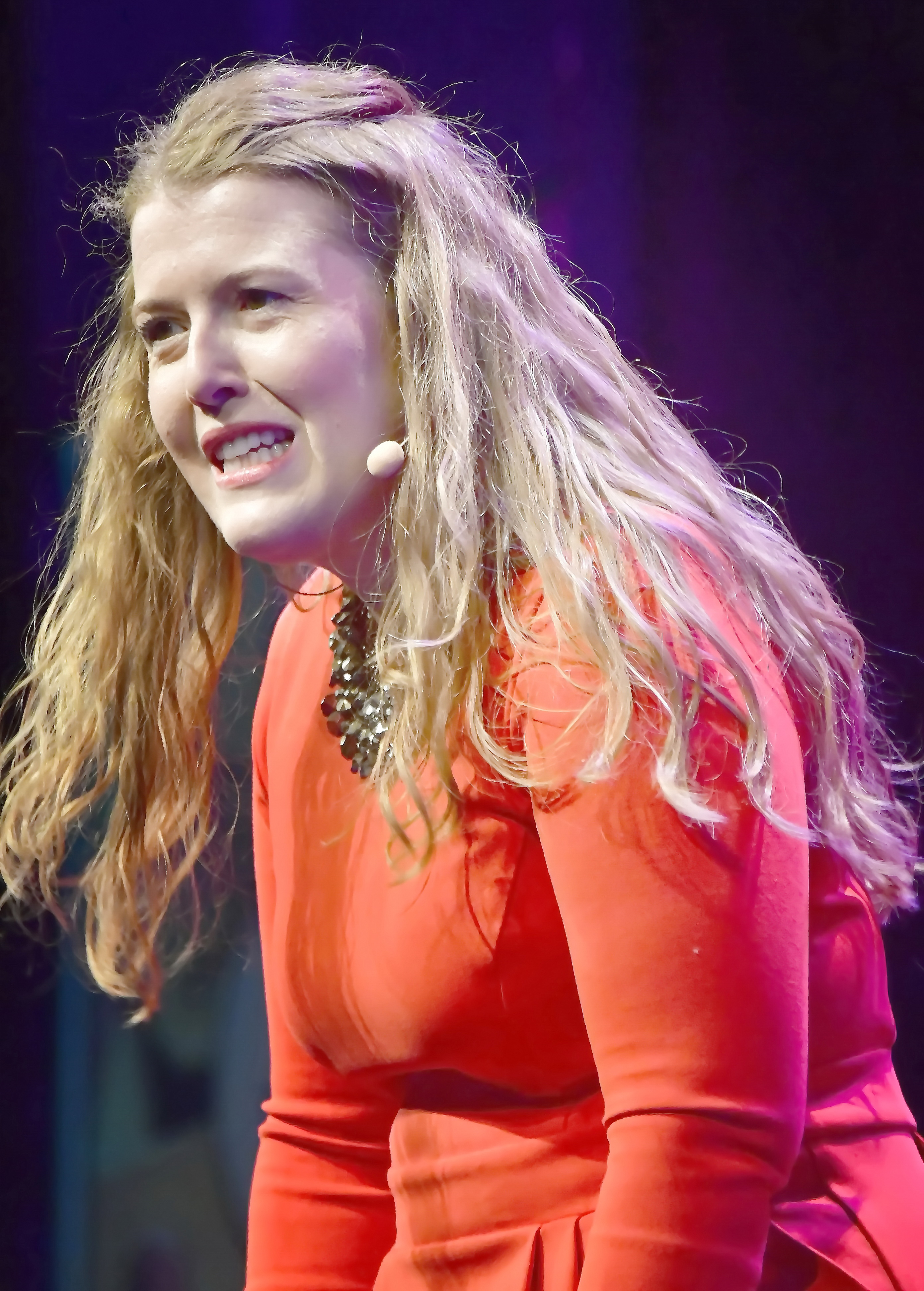
Franziska Wanninger beim Paulaner Solo+, 2016

Franziska Wanninger (* 1982 in Simbach am Inn) ist eine deutsche Kabarettistin, Autorin, Schauspielerin und Podcasterin.

## Leben
Franziska Wanninger wuchs im oberbayerischen Landkreis Altötting auf und schloss in Passau eine Ausbildung zur Fremdsprachenkorrespondentin ab. Nachdem sie das Abitur an der Berufsoberschule nachgeholt hatte, studierte sie an der Universität Regensburg Deutsch und Englisch für das Lehramt an Gymnasien. Ihre Zulassungsarbeit schrieb sie bei Hermann Scheuringer über Gerhard Polt. Erste Bühnenerfahrungen als Schauspielerin sammelte Franziska Wanninger im Schul- und Laientheater und während ihrer Studienzeit in Regensburg in einer englischsprachigen Theatergruppe am Theater an der Universität. In dieser Zeit arbeitete sie auch mehrere Jahre im Funkhaus Regensburg. In den Jahren 2002/03 war sie Stipendiatin beim Parlamentarischen Patenschaftsprogramm. Im Zuge dessen arbeitete sie auch im Abgeordneten-Büro von Jim Matheson in Washington, D.C. und lebte bei einer Mormonenfamilie in Salt Lake City, Utah. In den Jahren 2009–2010 lehrte sie als Graduate Teaching Fellow Deutsch an der University of Oregon in Eugene (Oregon) und studierte Schauspiel am Lee Strasberg Theatre and Film Institute in Hollywood.
Als Autorin ist sie häufiger Gast bei der Lesebühne Schwabinger Schaumschläger von Michael Sailer. Gemeinsam mit Martin Frank schrieb sie ein humoristisches Buch über Bayern, das 2020 mit dem Titel Der famose Freistaat. Bayern verstehen für Anfänger und Fortgeschrittene im Rowohlt Verlag erschienen ist. Es war mehrere Wochen auf der Bestsellerliste des Magazins Der Spiegel. Damit ist sie seit 2020 zu einer musikalischen Lesung auf Bayerns Bühnen unterwegs, begleitet wird sie von dem Komponisten und Bühnenmusiker Florian Burgmayr.
Sie war die Lektorin von Horst Lichters Buch „Ich bin dann mal still“, das 2021 im Verlag Droemer-Knaur erschienen ist. Außerdem ist sie die Autorin des im Oktober 2023 bei Gräfe und Unzer erschienenen Buchs Einfach machen, das die Lebensgeschichte von Manuela Reimann und Konny Reimann erzählt.
2024 wurde Franziska Wanninger zu den Münchner Turmschreibern berufen.
Franziska Wanninger lebt in München.

## Kabarett
Im Oktober 2011 feierte sie mit ihrem ersten Soloprogramm Just und Margit – wo die Liebe hinfällt wachst koa Gros mehr Premiere. Es folgten seitdem zahlreiche deutschlandweite Auftritte, vor allem spielt sie aber in Bayern, unter anderem in der Münchner Lach- und Schießgesellschaft, dem Scharfrichterhaus, sowie im Wirtshaus im Schlachthof. 2012 gewann sie für ihr Soloprogramm den ersten Preis des Thurn und Taxis Kabarettpreises. Zusammen mit Christine Eixenberger und Tobias Öller trat sie von 2012 bis 2017 in der Formation Drei Kritische auf. Ab Dezember 2014 folgte das Programm Ahoibe – Guad is guad gnua. 2016 hielt sie die Rede auf den offiziellen Wiesnmaßkrug der Stadt München.
Im Februar 2018 feierte ihr Programm furchtlos glücklich (Regie: Nepo Fitz)  im ausverkauften Saal des „Wirtshaus im Schlachthof“ in München Premiere.
Mit ihrem Kollegen Martin Frank ist sie seit Oktober 2018 mit dem Programm Wia d'Semmel so da Knödel (Regie: Claudia Schlenger und Hanns Meilhamer) gemeinsam auf Tour durch Bayern.
Sie ist die Regisseurin von Es geht dahi, dem ersten Bühnenprogramm (2019) der Nachwuchskabarettistin Eva Karl-Faltermeier. Diese erste Regiearbeit wurde unter anderem mit dem Bayerischen Kabarettpreis und dem Prix Pantheon ausgezeichnet.
Im Sommer 2020 konzipierte Franziska Wanninger gemeinsam mit Martin Frank mehrere Werbevideos in deutscher und englischer Sprache für die Stadt München.
Ihr viertes Bühnenprogramm Für mich soll's rote Rosen hageln (Regie: Bernhard Lentsch) feierte im Oktober 2021 im Münchner Schlachthof Premiere. Ihr fünftes Bühnenprogramm Wenn du wen brauchst, ruf mich nicht an (Regie: Bernhard Lentsch) hatte im Oktober 2024 im Münchner Schlachthof Premiere.

## Programme
- 2011: Just und Margit – Wo die Liebe hinfällt wachst koa Gros mehr
- 2014: AHOIbe – Guad is guad gnua, Regie: Ruth-Claire Lederle
- 2018: furchtlos glücklich, Regie: Nepo Fitz
- 2018: Wia d'Semmel so da Knödel mit Martin Frank, Regie: Claudia Schlenger und Hanns Meilhamer
- 2020: Der famose Freistaat – Humoristische Lesung mit Musik mit Florian Burgmayr
- 2021: Für mich soll's rote Rosen hageln, Regie: Bernhard Lentsch[16]
- 2024: Wenn du wen brauchst, ruf mich nicht an, Regie: Bernhard Lentsch[17]

## Auszeichnungen
- 2011: Kabarett Kaktus, Nominierung
- 2012: Thurn und Taxis Kabarettpreis 1. Preis der Jury und Publikumspreis[18]
- 2015: Das kleine Scharfrichterbeil[19]
- 2016: Bonndorfer Löwe – Anerkennungspreis
- 2016: Paulaner Solo+, 4. Platz
- 2024: Zu den Münchner Turmschreibern berufen

## Soziales Engagement
Seit 2023 ist Franziska Wanninger für das Gymnasium Pfarrkirchen Patin der Initiative Schule ohne Rassismus – Schule mit Courage.

## Schauspiel
Während mehrerer längerer Aufenthalte in den USA ließ sie sich am Lee Strasberg Theatre and Film Institute in Los Angeles bei Robert Hallak und Anne De Salvo zur Schauspielerin ausbilden. Außerdem nahm sie Kurse bei Schauspielcoach Doug Warhit.
2018, 2019 und 2020 übernahm sie in allen drei Staffeln die Hauptrolle der Eva Braun im satirischen SWR2-Hörspiel Akte 88 – Die tausend Leben des Adolf Hitler von Walter Filz und Michael Lissek.
Sie ist die neue Sprecherin von Frau Finkenzeller, einer Hauptrolle an der Seite von Stefan Murr in der Sonntagshuhn-Hörspielserie Fröschl & Flo, auf Bayern 2.
In der Sketch-Comedy Fraueng’schichten des BR Fernsehens mit Angela Ascher übernahm Franziska Wanninger im Frühjahr 2020 in mehreren Sketchen die Rolle der Hundsederin. In der neuen Staffel, die 2021 erscheint, schlüpft sie wieder in diese Rolle und verkörpert auch die Landpomeranze, eine weitere Frauenfigur.
In zwei Filmen des Nachwuchs-Regisseurs Sebastian Schindler wirkte sie als Schauspielerin mit: Ein Dorf steht Kopf (2017) und Mit dem Rückwärtsgang nach vorn (2020), u. a. mit Johann Schuler, Uli Bauer, Michael Altinger und Alexander Liegl.
Franziska Wanninger verkörperte 2023 mehrere Rollen für das Joyn-Format Lip Sync Stories. u. a. spielte sie die Mutter von der jungen Alena Gerber.
Als Schauspielerin wird sie von der Agentur Unit One vertreten.

## Filmografie
- 2017: Ein Dorf steht Kopf
- 2020: Mit dem Rückwärtsgang nach vorn
- 2020: Fraueng’schichten (Sketch-Comedy, BR)
- 2021: Fraueng’schichten (Sketch-Comedy, BR)
- 2023: Lip Sync Stories (Streaming-Serie, Joyn)
- 2024: Drei. Zwo. Eins. Michl Müller (Sketch-Comedy, BR)
- 2025: Immobilien vererben in Deutschland: Zwischen Steuern & Streit, Lohnt sich das (Doku, BR)
- 2025: Drei. Zwo. Eins. Michl Müller (Sketch-Comedy, BR)

## Podcasts
Seit Januar 2020 hat Franziska Wanninger einen eigenen Podcast mit dem Namen Der famose Freistaat, in dem sie in jeder Folge einen Gast aus Bayern empfängt. Bisherige Gäste waren u. a. die Sängerin Nicki, Martina Schwarzmann, Claudia Koreck, Claudia Schlenger-Meilhamer und Hansi Kraus.
Im Oktober 2020 folgte der Podcast Ladies first, in dem sie sich gemeinsam mit der Kabarettistin Claudia Pichler dem Thema Frauen in Kabarett und Comedy annimmt. Gäste waren u. a. Dagmar Schönleber, Luise Kinseher, Nadja Maleh, Martina Schwarzmann, Anny Hartmann, Vera Deckers, Martina Brandl, Christine Eixenberger, Lisa Fitz und Aida Loos.
Franziska Wanninger ist gemeinsam mit Serdar Somuncu Host des im November 2021 erschienenen Podcasts Zeit für Local Heroes, der im Rahmen der ARD-Themenwoche für die Radiosender Bayern 2 und radioeins entwickelt wurde. Franziska Wanninger reiste hierfür gemeinsam mit dem Bayerischen Rundfunk durch Bayern, Somuncu mit dem rbb durch Berlin und Brandenburg.

## Veröffentlichungen als Autorin
- Beitrag in: Herzwortschläge. Texte junger Autorinnen und Autoren aus Niederbayern und der Oberpfalz. Hrsg.: Eva Bauernfeind und Kristina Pöschl, Lichtung Verlag, Viechtach 2012, ISBN 978-3-929517-96-5.
- Beitrag in: Berge. Ein Lichtung-Lesebuch. Hrsg.: Kristina Pöschl und Eva Bauernfeind, Lichtung Verlag, Viechtach 2018, ISBN 978-3-941306-77-6.
- Mit Martin Frank: Der famose Freistaat. Bayern verstehen für Anfänger und Fortgeschrittene. Rowohlt Verlag, Hamburg 2020, ISBN 978-3-499-00190-1[30]
- Manu und Konny Reimann: Einfach machen. Wie unsere Träume Realität wurden und unser Leben zum Abenteuer. Gräfe und Unzer, München 2023, ISBN 978-3-8338-9036-9[31]
- Beitrag in: aufgetischt & abserviert: Eine Anthologie der Münchner Turmschreiber. Hrsg.: Allitera Verlag, München 2025, ISBN 978-3-9623-3496-3[32]

## Arbeit als Lektorin
- Horst Lichter: Ich bin dann mal still. Meine Reise nach der Ruhe in mir. Droemer und Knaur, München 2021, ISBN 978-3426676042[33]
- Martin Frank: Oma, ich fahr schon mal den Rollstuhl vor. Rowohlt, Hamburg 2023, ISBN 978-3-499-01126-9

## Hörfunk
- Bayern 2[34] radioSpitzen
  - Moderatorin von radioSpitzen live vor Ort
  - Moderatorin  des 2021 ins Leben gerufenen Formats Lauter starke Frauen[35]
  - Kolumnistin des Formats Reizwort der Woche
- tagesgespräch Bayern 2
- Bayern 2 Podcast-Host von Zeit für Local Heroes (mit Serdar Somuncu)
- Bayern 2 Fröschl & Flo Hörspiel-Hauptrolle im Sonntagshuhn
- SWR2 Hörspiel-Hauptrolle (3 Staffeln) „Akte 88 – Die tausend Leben des Adolf Hitler“ (von Walter Filz und Michael Lissek)[36]
- Bayern 1: Die blaue Couch[37]
- BR Heimat: Habe die Ehre (mit Conny Glogger)
- Bayern 2: Eins zu Eins. Der Talk.[38]
- Deutschlandfunk Kultur: Querköpfe[39]

## Diskografie
- Just & Margit, BSC Music, 2016
- AHOIbe, BSC Music, 2017
- furchtlos glücklich, Single-CD, BSC Music, 2018